# Rozier-Côtes-d’Aurec
Rozier-Côtes-d’Aurec ist eine französische Gemeinde mit 422 Einwohnern (Stand: 1. Januar 2022) im Département Loire in der Region Auvergne-Rhône-Alpes. Sie gehört zum Arrondissement Montbrison und zum Kanton Saint-Just-Saint-Rambert. Die Einwohner werden Roziérois genannt.

## Geografie
Die Gemeinde Rozier-Côtes-d’Aurec liegt an der Grenze zum Département Haute-Loire, etwa 25 Kilometer westsüdwestlich von Saint-Étienne in der historischen Landschaft Forez im nordöstlichen Zentralmassiv. Umgeben wird Rozier-Côtes-d’Aurec von den Nachbargemeinden Saint-Nizier-de-Fornas im Nordwesten und Westen, Aboën im Norden, Saint-Maurice-en-Gourgois im Nordosten, Malvalette im Osten und Süden,  Bas-en-Basset im Süden sowie Saint-Hilaire-Cusson-la-Valmitte im Westen.

## Bevölkerungsentwicklung
| Jahr                       | 1962 | 1968 | 1975 | 1982 | 1990 | 1999 | 2006 | 2014 | 2022 |
| -------------------------- | ---- | ---- | ---- | ---- | ---- | ---- | ---- | ---- | ---- |
| Einwohner                  | 450  | 387  | 320  | 271  | 264  | 359  | 399  | 456  | 422  |
| Quellen: Cassini und INSEE |      |      |      |      |      |      |      |      |      |

## Sehenswürdigkeiten
- Kirche Saint-Blaise mit herausragenden romanischen Kapitellen, Monument historique[1]
- Kirche Saint-Jean-Baptiste im Ortsteil Rochegut
- Kapelle Saint-Jean-Baptiste im Ortsteil Martinange

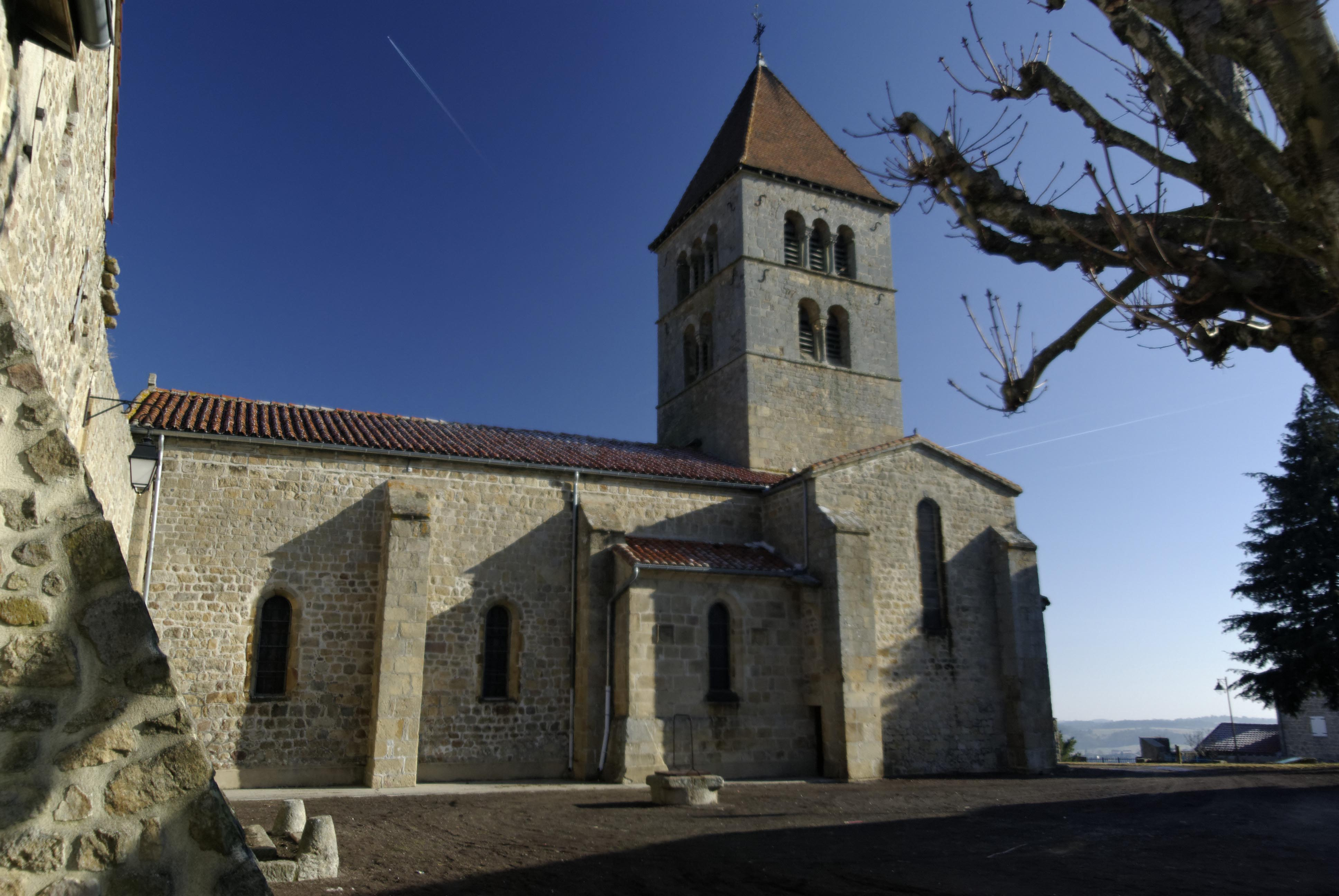
Kirche Saint-Blaise

## Belege
1. ↑  Eintrag Nr. PA00117569 in der Base Mérimée des französischen Kulturministeriums (französisch)